# Дембно (гмина, Мыслибуржский повет)
Дембно (пол. Dębno) — гмина (волость) в Польше, входит как административная единица в Мыслибуржский повет, Западно-Поморское воеводство. Административный центр — город Дембно. Население — 20 675 человек (на 2005 год). До 31.12.1998 г. входила в состав Гожувского воеводства.

## География
Гмина Дембно расположена в юго-западной части Западно-Поморского воеводства, в западной части Мыслибуржского повета. Граничит с городской гминой Костшин-над-Одром, городско-сельской Витница и сельской Любишин в Любушском воеводстве, и сельско-городскими гминами Тшциньско-Здруй и Мыслибуж Западно-Поморского воеводства.

## Состав гмины
Кроме города Дембно, в состав гмины входят посёлок Барновко (пол. Barnówko) и 13 деревень.

## Экономика
С 2014 года действует Дебно-Костшиньско-Слубицкая особая экономическая зона, часть которой общей площадью 3,66 га расположена в пределах города Дембно (его юго-западной части).

## Транспорт
Железнодорожная станция Дембно